# Arbeitsabstand (Fotografie)
Mit Arbeitsabstand wird in der Fotografie der Abstand zwischen der Frontlinse des Kameraobjektivs und dem zu fotografierenden Objekt bezeichnet.
Der Arbeitsabstand hat besondere Bedeutung im Bereich der Makrofotografie und bei Nahaufnahmen. Je nach verwendeter Objektivbrennweite und -konstruktion und gewünschtem Abbildungsmaßstab kann der Abstand zwischen Objektiv und Motiv auf wenige Zentimeter schrumpfen; manche Kameras erlauben es, bis auf weniger als einen Zentimeter (ab Frontlinse) heranzugehen. Solche kurzen Abstände wirken sich aus auf die Perspektive und auf die Beleuchtungsmöglichkeiten – die Kamera wirft den eigenen Schatten auf das Objekt, eingebaute oder aufgesteckte Blitzgeräte leuchten am Motiv vorbei. Auch kann die Fluchtdistanz von Kleintieren unterschritten werden.
Der Arbeitsabstand entspricht je nach Objektivkonstruktion nicht unbedingt der Entfernungseinstellung abzüglich der Baulänge von Objektiv und Kamera. Wird er zu gering, gibt es mehrere Möglichkeiten, ihn zu vergrößern:
- Bei Kameras mit fest eingebautem Zoomobjektiv durch Einstellen der längsten Telebrennweite oder durch Verwendung eines Vorsatz-Telekonverters. Die Makrofunktion vieler Kompaktkameras ist jedoch auf die Weitwinkelstellung beschränkt.
- Bei Kameras mit Wechselobjektiven ebenfalls durch Einsatz eines Objektivs mit langer Brennweite, gegebenenfalls in Kombination mit Nahlinsen, Zwischenringen oder einem Balgengerät.
- Ebenfalls nur bei Kameras mit Wechselobjektiven durch Verwendung eines Normal- oder Weitwinkelobjektivs in Retrostellung.